# Annascaul
Annascaul ou Anascaul (en irlandais : Abhainn an Scáil) est un village de la péninsule de Dingle dans le comté de Kerry situé sur la côte sud-ouest de l'Irlande.

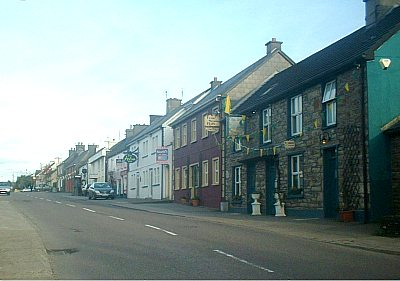
La rue principale.

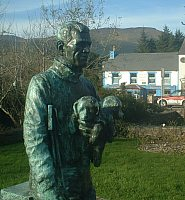
Statue de Thomas Crean, explorateur polaire né à Annascaul.